# Jan Glinker
Jan Glinker (ur. 18 stycznia 1984) – niemiecki piłkarz występujący na pozycji bramkarza w 1. FC Magdeburg.